# Danh sách chuyến lưu diễn của AKB48
AKB48 là một nhóm nhạc thần tượng nữ nổi tiếng nhất Nhật Bản, được thành lập bởi Akimoto Yasushi năm 2005. Từ khi ra mắt đến nay, nhóm đã tổ chức hàng trăm chuyến lưu diễn cùng các concert tại Nhật Bản & thế giới.

## Nhật Bản
| Tên | Thời gian                                                              | Địa điểm | Địa điểm | Chú thích |
| First Concert "Aitakatta ～Hashira wa Naize!～" in Nippon Seinenkan (ファーストコンサート「会いたかった ～柱はないぜ!～」in 日本青年館) | 3-4/11/2006                                                            | Nippon Seinenkan, Tokyo | Nippon Seinenkan, Tokyo | Buổi concert đầu tiên |
| AKB48 Haru no Chotto dake Zenkoku Tour ~Madamada Daze AKB48!(「春のちょっとだけ全国ツアー ～まだまだだぜ AKB48!～」 | 10/3-1/4/2007                                                          | - Tokyo (10-11/3) - Aichi (17/3) - Fukuoka (18/3) - Osaka (31/3-1/4)                                                                     | - Tokyo (10-11/3) - Aichi (17/3) - Fukuoka (18/3) - Osaka (31/3-1/4)                                                                     | Tour diễn toàn quốc đầu tiên |
| AKB48 Request Hour Setlist Best 100 2008 (AKB48 リクエストアワーセットリストベスト100 2008) | 21-24/1/2008                                                           | Shibuya AX, Tokyo | Shibuya AX, Tokyo | Fan bình chọn cho các bài hát gốc (original song) của AKB48 mà họ yêu thích. |
| Live DVD wa Derudaroukedo, Yappari Iki ni Kagiruze! AKB48 Natsu Matsuri (ライブDVDは出るだろうけど、やっぱり生に限るぜ! AKB48夏祭り) | 23/8/2008                                                              | Phát hành dưới dạng DVD | Phát hành dưới dạng DVD | Phát hành dưới dạng DVD |
| AKB48 Masaka, Kono Concert no Ongen wa Ryuushutsushinai yo ne? (AKB48 まさか、このコンサートの音源は流出しないよね?) | 27/12/2008                                                             | NHK Hall, Tokyo | NHK Hall, Tokyo | Cùng SKE48, có sự tham gia của thành viên Team A tốt nghiệp Nakanishi Rina, Narita Risa, Komatani Hitomi, Tojima Hana, Ohe Tomomi. |
| Nenwasure Kanshasai Shuffle Sumaze, AKB! SKE mo Yoroshiku ne (年忘れ感謝祭 シャッフルするぜ、AKB! SKEもよろしくね) | 20/12/2008                                                             | | | |
| AKB48 Request Hour Setlist Best 100 2009 (AKB48 リクエストアワーセットリストベスト100 2009) | 18-21/1/2009                                                           | Shibuya AX | Tokyo | Fan bình chọn cho các bài hát gốc (original song) của AKB48/ SKE48 mà họ yêu thích. |
| "Kami Kouen Yotei" AKB48 NHK Hall Concert 2009 (「神公演予定」AKB48 NHKホール コンサート 2009) | 25-26/4/2009                                                           | NHK Hall | Tokyo | |
| AKB48 Bunshin no Jutsu Tour / AKB104 Senbatsu Members Sokaku Matsuri (AKB48 分身の術ツアー/AKB104選抜メンバー組閣祭り) | 11-23/8/2009                                                           | - Namba Hatch, Osaka(11/8) - Zepp Nagoya, Nagoya (12/8) - Zepp Fukuoka, Fukuoka (15/8) - Nippon Seinenkan,Tokyo (22-23/8)                | - Namba Hatch, Osaka(11/8) - Zepp Nagoya, Nagoya (12/8) - Zepp Fukuoka, Fukuoka (15/8) - Nippon Seinenkan,Tokyo (22-23/8)                | Buổi concert này là lần cuối cùng của Saeki Mika với tư cách là thành viên AKB48 |
| AKB48 Natsu no Saruobasan Matsuri (AKB48 夏のサルオバサン祭り) | 13/9/2009                                                              | Công viên Fuji-Q Highland, Fujiyoshida, tỉnh Yamanashi                                                                                   | Công viên Fuji-Q Highland, Fujiyoshida, tỉnh Yamanashi                                                                                   | |
| AKB48 Request Hour Setlist Best 100 2010 (AKB48 リクエストアワーセットリストベスト100 2010) | 21-24/1/2010                                                           | Shibuya AX, Tokyo | Shibuya AX, Tokyo | Fan bình chọn cho các bài hát gốc (original song) của AKB48/SKE48/SDN48 mà họ yêu thích. |
| AKB48 Manseki Matsuri Kibou Sanpi Ryouron (AKB48 満席祭り希望 賛否両論) | 24-25/3/2010                                                           | Yokohama Arena, Yokohama | Yokohama Arena, Yokohama | |
| AKB48 Concert "Surprise wa Arimasen" (AKB48 コンサート「サプライズはありません」) | 10-11/7/2010                                                           | Sân vận động Quốc gia Yoyogi, công viên Yoyogi, Tokyo                                                                                    | Sân vận động Quốc gia Yoyogi, công viên Yoyogi, Tokyo                                                                                    | SKE48, SDN48 cùng tham gia |
| AKB48 AKB Yatte Kita!! (AKB48 AKBがやって来た！！) | 17-25/8/2010                                                           | - Aster Plaza, Hiroshima (17/8) - Namba Hatch, Osaka (18/8) - Zepp Sendai, Sendai (25/8)                                                 | - Aster Plaza, Hiroshima (17/8) - Namba Hatch, Osaka (18/8) - Zepp Sendai, Sendai (25/8)                                                 | Tổ chức 8 buổi concert |
| AKB48 Tokyo Aki Matsuri (AKB48 東京 秋祭り) | 9-10/10/2010                                                           | Kasai Rinkai Park, Tokyo | Kasai Rinkai Park, Tokyo | SKE48, SDN48 cùng tham gia |
| KYORAKU PRESENTS AKB48 SKE48 LIVE IN ASIA | 16/11/2010                                                             | Phát hành dưới dạng DVD | Phát hành dưới dạng DVD | Phát hành dưới dạng DVD |
| AKB48 Request Hour Setlist Best 100 2011 (AKB48 リクエストアワーセットリストベスト100 2011) | 20-23/1/2011                                                           | Shibuya AX, Tokyo | Shibuya AX, Tokyo | |
| Minogashita Kimitachi e ～AKB48 Group Zenkouen～ (見逃した君たちへ ～AKB48グループ全公演～) | - 24/5-8/6 - 10-12/6/2011                                              | | | SKE48, SDN48, NMB48 cùng tham gia. Có tổng cộng 18 buổi biểu diễn |
| AKB48 First Dome Concert "Yossha~Ikuzo~! in Seibu Dome" in Saitama | 22-24/7/2011                                                           | Seibu Dome (nay là MetLife Dome), Saitama                                                                                                | Seibu Dome (nay là MetLife Dome), Saitama                                                                                                | SKE48, SDN48, NMB48 cùng tham gia. Có tổng cộng 155 thành viên biểu diễn. |
| AKB48 in a-nation 2011 | 30/7-28/8/2011                                                         | - Ehime (30/7) - Fukuoka (6/8) - Aichi (13/8) - Osaka (20/8) - Tokyo (28/8)                                                              | - Ehime (30/7) - Fukuoka (6/8) - Aichi (13/8) - Osaka (20/8) - Tokyo (28/8)                                                              | SKE48, SDN48, NMB48, các nhóm nhỏ DiVA, French Kiss, Not yet, No Sleeves cùng tham gia |
| AKB ga Ippai ～SUMMER TOUR 2011～ (AKBがいっぱい～SUMMER TOUR 2011～) | Tháng 8/2011                                                           | Nhật Bản | Nhật Bản | Có tổng cộng 26 buổi diễn tại 13 thành phố trên khắp Nhật Bản. Mỗi team biểu diễn 1 lần tại thành phố đầu tiên của họ, và sau đó 2 lần tại mỗi thành phố sau đó. Ví dụ, team A biểu diễn 1 lần ở Sapporo và 2 lần ở Toyama, Nagoya và Kobe.                                                    |
| AKB48 Request Hour Setlist Best 100 2012 (AKB48 リクエストアワーセットリストベスト100 2012) | 19-22/1/2012                                                           | Tokyo Dome City Hall,Tokyo | Tokyo Dome City Hall,Tokyo | Fan bình chọn cho các bài hát gốc (original song) của AKB48/SKE48/SDN48/NMB48 mà họ yêu thích. |
| Gyomu Renraku. Tanomuzo, Katayama Bucho! in Saitama Super Arena (業務連絡。頼むぞ、片山部長! in さいたまスーパーアリーナ) | 23-25/3/2012                                                           | Saitama Super Arena,tỉnh Saitama | Saitama Super Arena,tỉnh Saitama | - SKE48, NMB48, HKT48, SDN48 và JKT48 (Indonesia) cùng tham gia. - Maeda Atsuko thông báo tốt nghiệp |
| AKB48 Zenkoku Tour 2012 Nonaka Misato, Ugoku. (AKB48全国ツアー2012 野中美郷、動く。～47都道府県で会いましょう～) | 6/4/2012-3/4/2013                                                      | Tour diễn toàn quốc | Tour diễn toàn quốc | Tour diễn toàn quốc |
| Minogashita Kimitachi e 2 ～AKB48 Group Zenkouen～(見逃した君たちへ 2 ～AKB48グループ全公演～) | 3-24/5/2012                                                            | | | SKE48, NMB48, HKT48 và SDN48 tham gia, với 21 buổi diễn |
| AKB48 Zenkoku Tour 2012 Nonaka Misato, Ugoku. Team K Okinawa Kouen (AKB48全国ツアー2012 野中美郷、動く。～47都道府県で会いましょう～TeamK沖縄公演) | 22/7/2012                                                              | Tour diễn toàn quốc | Tour diễn toàn quốc | Team K biểu diễn |
| AKB48 in TOKYO DOME ~1830m no Yume~ (AKB48 in TOKYO DOME ～1830mの夢～) | 24-26/8/2012                                                           | Tokyo Dome, Tokyo | Tokyo Dome, Tokyo | Buổi biểu diễn tốt nghiệp của Maeda Atsuko. SKE48, NMB48, HKT48, và JKT48 cùng tham gia. |
| AKB48 Request Hour Setlist Best 100 2013 (AKB48 リクエストアワーセットリストベスト100 2013) | 24-27/1/2013                                                           | Tokyo Dome City Hall, Tokyo | Tokyo Dome City Hall, Tokyo | Fan bình chọn cho các bài hát gốc (original song) của AKB48/SKE48/SDN48/NMB48/HKT48 mà họ yêu thích. |
| AKB Fair at Nippon Budoukan (AKB フェア at 日本武道館) | 25-28/4/2013                                                           | Nippon Budoukan, Tokyo | Nippon Budoukan, Tokyo | SKE48, NMB48, HKT48 và SDN48 tham gia |
| Omoidaseru Kimitachi e ～AKB48 Group Zenkouen～ (思い出せる君たちへ ～AKB48グループ全公演～) | 2-25/5/2013                                                            | Tokyo Dome City Hall, Tokyo | Tokyo Dome City Hall, Tokyo | SKE48, NMB48, HKT48 và SDN48 tham gia |
| AKB48 Group Kenkyuusei Concert ~Oshimen Hayai Mono Gachi~ (AKB48グループ研究生 コンサート ~推しメン早い者勝ち~) | 5/6/2013                                                               | Nippon Budoukan, Tokyo | Nippon Budoukan, Tokyo | Các thực tập sinh AKB48, SKE48, NMB48, HKT48 và SDN48 tham gia |
| AKB48 Super Festival at Nissan Stadium (AKB48 スーパーフェスティバル at 日産スタジアム) | 8/6/2013                                                               | Nissan Stadium, Yokohama, Kanagawa | Nissan Stadium, Yokohama, Kanagawa | Cuộc tổng tuyển cử cho single thứ 5 tổ chức đồng thời |
| AKB48 5 Big Dome Concert Tour (AKB48 5大ドームコンサートツアー) | 20/7-25/8/2013                                                         | - Fukuoka Yahoo Auction Dome (20-21/7) - Sapporo Dome (31/7) - Osaka Kyocera Dome (7-8/8) - Nagoya Dome (16-17/8) - Tokyo Dome (22-25/8) | - Fukuoka Yahoo Auction Dome (20-21/7) - Sapporo Dome (31/7) - Osaka Kyocera Dome (7-8/8) - Nagoya Dome (16-17/8) - Tokyo Dome (22-25/8) | AKB48 biểu diễn tại 5 Big Domes của Nhật Bản |
| AKB48 Request Hour Setlist Best 200 2014 (AKB48 リクエストアワーセットリストベスト200 2014) | - Tokyo Dome City Hall (23-26/1/2014) - Saitama Super Arena (6/4/2014) | - Tokyo Dome City Hall (23-26/1/2014) - Saitama Super Arena (6/4/2014)                                                                   | - Tokyo Dome City Hall (23-26/1/2014) - Saitama Super Arena (6/4/2014)                                                                   | Fan bình chọn cho các bài hát gốc (original song) của AKB48/SKE48/SDN48/NMB48/HKT48 mà họ yêu thích. |
| AKB48 Tandoku Haru Con in Kokuritsu Kyougiba 〜Omoide wa Zenbu Koko ni Sutete Ike!〜 (AKB48 単独 春コン in 国立競技場 ~思い出は全部ここに捨てていけ！~) | 29/3/2014                                                              | Sân vận động Quốc gia Nhật Bản, Tokyo | Sân vận động Quốc gia Nhật Bản, Tokyo | Buổi biểu diễn đầu tiên của AKB48 tại Sân vận động Quốc gia. |
| AKB48 Oshima Yuko Graduation Concert in Ajinomoto Stadium AKB48大島優子 卒業コンサート in 味の素スタジアム) | 7-8/6/2014                                                             | Sân vận động Ajinomoto, Tokyo | Sân vận động Ajinomoto, Tokyo | - Bao gồm cuộc tổng tuyển cử cho single thứ 37 - Đó cũng là buổi biểu diễn tốt nghiệp của Oshima Yuko |
| AKB48 Zenkoku Tour 2014 (AKB48全国ツアー2014 あなたがいてくれるから残り27都道府県で会いましょう) | 22/6-27/12/2014                                                        | Tour diễn toàn quốc | Tour diễn toàn quốc | Tour diễn toàn quốc |
| AKB48 Group Tokyo Dome Concert 〜Suru na yo? Suru na yo? Zettai Sotsugyou Happyou Suru na yo?〜 (AKB48グループ 東京ドームコンサート 〜するなよ? するなよ? 絶対卒業発表するなよ?〜)                                                                                                | 18-20/8/2014                                                           | Tokyo Dome, Tokyo | Tokyo Dome, Tokyo | SKE48, NMB48, HKT48 cùng tham gia |
| AKB48 Group Fuyu da! Raibu da! Gottani da! 〜Enseidekinakatta Kimitachi e〜 (AKB48グループ 冬だ!ライブだ!ごった煮だ!〜遠征出来なかった君たちへ〜) | 22/11-4/12/2014                                                        | Maihama Amphitheater, Tokyo | Maihama Amphitheater, Tokyo | |
| Team 8 National Tour 〜47 no Suteki na Machi e〜 (チーム8初の全国ツアー 〜47の素敵な街へ〜) | 23/12/2014                                                             | Tour diễn toàn quốc | Tour diễn toàn quốc | Chuyến lưu diễn của Team 8 đi qua tất cả 47 tỉnh của Nhật Bản. |
| AKB48 Request Hour Setlist Best 1035 2015 (AKB48 リクエストアワー セットリストベスト1035 2015) | 21-25/01/2015                                                          | Tokyo Dome City Hall, Tokyo | Tokyo Dome City Hall, Tokyo | Fan bình chọn cho các bài hát gốc (original song) của AKB48/SKE48/SDN48/NMB48/HKT48 mà họ yêu thích. |
| AKB48 Young Members Nationwide Tour 〜Mirai wa Ima Kara Tsukurareru〜 (AKB48ヤングメンバー全国ツアー～未来は今から作られる～) | 25/03-16/5/2015                                                        | Tour diễn toàn quốc | Tour diễn toàn quốc | Chỉ bao gồm các thành viên dưới 21 tuổi |
| AKB48 Spring Concert 〜Jikiso Imada Shugyouchu!〜 (AKB48春の単独コンサート～ジキソー未だ修行中！～) | 26/3/2015                                                              | Saitama Super Arena,tỉnh Saitama | Saitama Super Arena,tỉnh Saitama | Buổi concert mùa xuân của AKB48. |
| AKB48 41st Single Senbatsu Sousenkyo Kouyasai~Ato no Matsuri~ (AKB48 41stシングル 選抜総選挙･後夜祭～あとのまつり～) | 6/7/2015                                                               | Fukuoka Yahoo! Auctions Dome, Fukuoka | Fukuoka Yahoo! Auctions Dome, Fukuoka | Buổi concert cho 16 thành viên đứng đầu cho single thứ 41 |
| AKB48 Manatsu no Tandoku Concert in SSA 〜Kawaei-san no Koto ga Suki Deshita〜 (AKB48真夏の単独コンサート in さいたまスーパーアリーナ ～川栄さんのことが好きでした～) | 1-2/8/2015                                                             | Saitama Super Arena,tỉnh Saitama | Saitama Super Arena,tỉnh Saitama | Buổi concert mùa hè của AKB48. |
| AKB48 Tandoku Request Hour Setlist Best 100 2016 (AKB48 単独クエストアワー セットリストベスト100 2016) | 16-18/1/2016                                                           | Tokyo Dome City Hall, Tokyo | Tokyo Dome City Hall, Tokyo | Fan bình chọn cho các bài hát gốc (original song) của AKB48 mà họ yêu thích. |
| Takajo Aki and Nagao Mariya Graduation Concert (高城亜樹・永尾まりや 卒業コンサート) | 21/1/2016                                                              | Tokyo Dome City Hall, Tokyo | Tokyo Dome City Hall, Tokyo | Buổi biểu diễn tốt nghiệp của Takajo Aki và Nagao Mariya. Các thành viên tốt nghiệp Uchida Mayumi và Nonaka Misato trở lại biểu diễn. |
| AKB48 Request Hour Setlist Best 100 2016 (AKB48 リクエストアワー セットリストベスト100 2016) | 22-24/1/2016                                                           | Tokyo Dome City Hall, Tokyo | Tokyo Dome City Hall, Tokyo | Fan bình chọn cho các bài hát gốc (original song) của AKB48/SKE48/NMB48/HKT48/SDN48/JKT48/SNH48 mà họ yêu thích. |
| Shuku Takahashi Minami Graduation "148.5cm no Mita Yume" in Yokohama Stadium (祝 高橋みなみ卒業"148.5cmの見た夢"in 横浜スタジアム) | 26-27/3/2016                                                           | Yokohama Stadium, Yokohama | Yokohama Stadium, Yokohama | Buổi concert mùa xuân của AKB48, cũng là buổi biểu diễn tốt nghiệp của Takahashi Minami. |
| AKB48 45th Single Senbatsu Sousenkyo "Bokutachi wa Dare ni Tsuiteikeba ii" (45thシングル 選抜総選挙～僕たちは誰について行けばいい？～) | 18/6/2016                                                              | Hard Off Eco Stadium Niigata, Niigata | Hard Off Eco Stadium Niigata, Niigata | Buổi concert cho các thành viên senbatsu single 45 |
| Tokyo Idol Festival 2016 | 2-4/8/2016                                                             | Odaiba Aomi Peripheral Area, Odaiba | Odaiba Aomi Peripheral Area, Odaiba | Lần đầu tiên AKB48, NGT48 và Keyakizaka46 biểu diễn tại Tokyo Idol Festival. |
| AKB48 Group Douji Kaisai Concert in Yokohama ～Ima Toshi wa Rank in Dekimashi ta Shukugakai～ (AKB48 グループ同時開催コンサートin横浜 ～今年はランクインできました祝賀会～) | 15/09/2016                                                             | Yokohama | Yokohama | |
| AKB48 Group Douji Kaisai Concert in Yokohama ～Rainen Koso Rank in Suru zo Keekishuukai～ (AKB48 グループ同時開催コンサートin横浜 ～来年こそランクインするぞ決起集会～) | 15/09/2016                                                             | Yokohama | Yokohama | |
| Team 8 Oguri Yui Solo Concert ~Shinshun! Team 8 Matsuri "Oguri Yui no Ran"~ (チーム8 小栗有以ソロコンサート「新春！チーム8祭り『小栗有以の乱』」) | 14/1/2017                                                              | Tokyo Dome City Hall, Tokyo | Tokyo Dome City Hall, Tokyo | Do Oguri Yui thực hiện |
| Team 8 Kuranoo Narumi Solo Concert ~Shinshun! Team 8 Matsuri "Kuranoo Narumi no Ran"~ (チーム8 倉野尾成美ソロコンサート「新春！チーム8祭り『倉野尾成美の乱』」) | 14/1/2017                                                              | Tokyo Dome City Hall, Tokyo | Tokyo Dome City Hall, Tokyo | Do Kuranoo Narumi thực hiện |
| Team 8 Sakaguchi Nagisa Solo Concert ~Shinshun! Team 8 Matsuri "Sakaguchi Nagisa no Ran"~ (チーム8 坂口渚沙ソロコンサート「新春！チーム8祭り『坂口渚沙の乱』」) | 14/1/2017                                                              | Tokyo Dome City Hall, Tokyo | Tokyo Dome City Hall, Tokyo | Do Sakaguchi Nagisa thực hiện |
| Team 8 East Concert ~Shinshun! Team 8 Matsuri "Higashi no Jin"~ (チーム8EASTコンサート「新春！チーム8祭り『東の陣』」) | 15/1/2017                                                              | Tokyo Dome City Hall, Tokyo | Tokyo Dome City Hall, Tokyo | Do Team 8 thực hiện |
| Team 8 West Concert ~Shinshun! Team 8 Matsuri "Nishi no Jin"~ (チーム8WESTコンサート「新春！チーム8祭り『西の陣』」) | 15/1/2017                                                              | Tokyo Dome City Hall, Tokyo | Tokyo Dome City Hall, Tokyo | Do Team 8 thực hiện |
| Team 8 Zennin Concert ~Shinshun! Team 8 Matsuri "Tenka Touitsu"~ (チーム8全員コンサート「新春！チーム８祭り『天下統一』」) | 15/1/2017                                                              | Tokyo Dome City Hall, Tokyo | Tokyo Dome City Hall, Tokyo | Do Team 8 thực hiện |
| AKB48 13th Generation Stage in TBC ～Ima, Yaru Shikaneen Dayo!～ (AKB48 13期生公演in TDC ～今やるしかねぇんだよ！～) | 16/1/2017                                                              | Tokyo Dome City Hall, Tokyo | Tokyo Dome City Hall, Tokyo | Buổi concert cho thế hệ thứ 13 |
| AKB48 16th Generation Concert ～AKB no Mirai, Ima Ugoku!～ (AKB48 16期生コンサート ～AKBの未来、いま動く!～) | 18/1/2017                                                              | Tokyo Dome City Hall, Tokyo | Tokyo Dome City Hall, Tokyo | Buổi concert cho thế hệ thứ 16 |
| Mukaichi Mion Solo Concert ～Oogoe de Ima Tsutae Tai Koto ga Aru～ (向井地美音ソロコンサート ～大声でいま伝えたいことがある～) | 19/1/2017                                                              | Tokyo Dome City Hall, Tokyo | Tokyo Dome City Hall, Tokyo | Do Mukaichi Mion thực hiện |
| AKB48 Request Hour Setlist Best 100 2017 (AKB48 リクエストアワー セットリストベスト100 2017) | 21-22/1/2017                                                           | Tokyo Dome City Hall, Tokyo | Tokyo Dome City Hall, Tokyo | Fan bình chọn cho các bài hát gốc (original song) của AKB48/SKE48/NMB48/HKT48/SDN48/NGT48 mà họ yêu thích. |
| Kojimatsuri ～Kojima Haruna Kanshasai～ (こじまつり～小嶋陽菜感謝祭～) | 21-22/1/2017                                                           | Tokyo Dome City Hall, Tokyo | Tokyo Dome City Hall, Tokyo | Buổi concert của AKB48, cũng là buổi biểu diễn tốt nghiệp của Kojima Haruna |
| Tokyo Idol Festival 2017 | 4-6/8/2016                                                             | Odaiba Aomi Peripheral Area, Odaiba | Odaiba Aomi Peripheral Area, Odaiba | Lần đầu tiên NMB48, STU48 và Nogizaka46 xuất hiện tại Tokyo Idol Festival. |
| AKB48 Group Kanshasai ~Rank in Concert~ (Senbatsu Sousenkyo Rank-in (17th-80th) members performance) (ＡＫＢ４８グループ感謝祭 ～ランクインコンサート～（選抜総選挙ランクイン（17位～80位）メンバー出演）)                                                                        | 10/8/2017                                                              | | | |
| AKB48 Group Kanshasai ~Rank-gai Concert~ (ＡＫＢ４８グループ感謝祭 ～ランク外コンサート～) | 10/8/2017                                                              | | | |
| AKB48 Group Kanshasai ~Rank in Concert~ (Senbatsu Sousenkyo Rank-in (1st-16th) members performance) (ＡＫＢ４８グループ感謝祭 ～ランクインコンサート～（選抜総選挙ランクイン（1位～16位）メンバー出演）)                                                                          | 10/8/2017                                                              | | | |
| Watanabe Mayu Graduation Concert ~Minna no Yume ga Kanaimasu you ni~ (渡辺麻友卒業コンサート～みんなの夢が叶いますように～) | 31/10/2017                                                             | Saitama Super Arena,tỉnh Saitama | Saitama Super Arena,tỉnh Saitama | Buổi biểu diễn tốt nghiệp của Watanabe Mayu |
| AKB48 Team 8 Senbatsu Concert ~Bokutachi wa Nekkyou Suru~ (AKB48チーム８選抜コンサート〜僕たちは熱狂する〜) | 13/1/2018                                                              | Tokyo Dome City Hall, Tokyo | Tokyo Dome City Hall, Tokyo | Buổi concert của Team 8 |
| Hotei Sokudo to Yuuetsukan Fresh All Stars Concert ~Zero Position no Mirai~ (法定速度と優越感 フレッシュオールスターズコンサート〜ゼロポジションの未来〜) | 14/1/2018                                                              | Tokyo Dome City Hall, Tokyo | Tokyo Dome City Hall, Tokyo | STU48 tham dự |
| AKB48 16th Generation Concert ~Kimi no Namae wo Shiritai~ (AKB48 16期生コンサート〜君の名前を知りたい〜) | 14/1/2018                                                              | Tokyo Dome City Hall, Tokyo | Tokyo Dome City Hall, Tokyo | Buổi concert cho thế hệ thứ 16 |
| AKB48 Group Seijin Shiki Concert ~Otona ni Nanka Naru Mono ka~ (AKB48グループ 成人式コンサート〜大人になんかなるものか〜) | 14/1/2018                                                              | Tokyo Dome City Hall, Tokyo | Tokyo Dome City Hall, Tokyo | Buổi concert cho thành viên tham gia Ngày Lễ Thành Nhân năm 2018. |
| Okada Nana Solo Concert ~Watashi ga Taisetsu ni Shitai Mono~ (岡田奈々ソロコンサート〜私が大切にしたいもの〜) | 16/1/2018                                                              | Tokyo Dome City Hall, Tokyo | Tokyo Dome City Hall, Tokyo | Do Okada Nana (STU48) thực hiện |
| Yokoyama Yui Solo Concert ~Jitsubutsu-dai no Kibou~ (横山由依ソロコンサート〜実物大の希望〜) | 17/1/2018                                                              | Tokyo Dome City Hall, Tokyo | Tokyo Dome City Hall, Tokyo | Do Yokoyama Yui thực hiện |
| AKB48 Group Request Hour Setlist Best 100 2018 (AKB48グループリクエストアワー セットリストベスト100 2018) | 19-20/1/2017                                                           | | | |
| AKB48 Tandoku Concert ~Jabajatte Nani?~ (AKB48単独コンサート〜ジャーバージャって何？〜) | 1/4/2018                                                               | Saitama Super Arena,tỉnh Saitama | Saitama Super Arena,tỉnh Saitama | Buổi concert mùa xuân của AKB48. |
| TOYOTA presents AKB48 Team 8 National Tour ~47 no Suteki na Machi e~ Team 8 Kessei 4 Shuunen Kinen in Nippon Gaishi Hall Shiawase no Eito Matsuri (TOYOTA presents AKB48チーム８ 全国ツアー ～47の素敵な街へ～ チーム８結成４周年記念祭 in 日本ガイシホール しあわせのエイト祭り) | 29/4/2018                                                              | Nippon Gaishi Hall, Nagoya | Nippon Gaishi Hall, Nagoya | Buổi concert của Team 8 |
| AKB48 53rd Single Sekai Senbatsu Sousenkyo Concert ~Sekai no Center wa Dare da?~ (AKB48 53rdシングル 世界選抜総選挙 コンサート〜世界のセンターは誰だ？〜) | 16/6/2018                                                              | Nagoya Dome, Nagoya | Nagoya Dome, Nagoya | Sự kiện mở đầu cho cuộc Tổng tuyển cử cho Single thứ 53, SKE48, NMB48, HKT48, NGT48, STU48, BNK48, TPE48 cùng tham gia |
| AKB48 Group Kanshasai ~Rank in Concert~ (Senbatsu Sousenkyo Rank-in (17th-100th) members performance) (ＡＫＢ４８グループ感謝祭 ～ランクインコンサート～（選抜総選挙ランクイン（17位～100位）メンバー出演）)                                                                      | 1/8/2018                                                               | | | |
| AKB48 Group Kanshasai ~Rank in Concert~ (Senbatsu Sousenkyo Rank-in (2nd-16th) members performance) (ＡＫＢ４８グループ感謝祭 ～ランクインコンサート～（選抜総選挙ランクイン（2位～16位）メンバー出演）)                                                                          | 2/8/2018                                                               | | | |
| Tokyo Idol Festival 2018 | 3-5/8/2018                                                             | Odaiba Aomi Peripheral Area, Odaiba, Tokyo                                                                                               | Odaiba Aomi Peripheral Area, Odaiba, Tokyo                                                                                               | Biểu diễn cùng SKE48, NMB48, HKT48, NGT48, STU48, BNK48, Keyakizaka46 |
| 8gatsu 8nichi wa Eito no Hi Natsu da! Eito da! Pitto Matsuri 2018 (8月8日はエイトの日 夏だ！エイトだ！ ピッと祭り2018) | 8/8/2018                                                               | | | |
| AKB48 Group Kanshasai ~Rank-gai Concert~ 2018 (ＡＫＢ４８グループ感謝祭 ～ランク外コンサート～ 2018) | 13/8/2018                                                              | | | |
| AKB48 Team A Tandoku Concert 〜Utsukushikimonotachi〜 (AKB48チームA単独コンサート〜美しき者たち〜) | 12/1/2019                                                              | Tokyo Dome City Hall, Tokyo | Tokyo Dome City Hall, Tokyo | Buổi concert của Team A |
| AKB48 Team K Tandoku Concert 〜Team K no K tte nan no K?〜 (AKB48チームK単独コンサート〜チームKのKってなんのK？〜) | 12/1/2019                                                              | Tokyo Dome City Hall, Tokyo | Tokyo Dome City Hall, Tokyo | Buổi concert của Team K |
| AKB48 Kenkyuusei + Draft 3-kisei Concert 〜Yukuzo! Nobishiro ☆ Paradise〜 (AKB48研究生＋ドラフト3期生コンサート〜ゆくぞ！伸びしろ☆パラダイス〜) | 13/1/2019                                                              | Tokyo Dome City Hall, Tokyo | Tokyo Dome City Hall, Tokyo | Buổi concert của thực tập sinh+ thể hệ Draft thứ 3 |
| AKB48 Team B Tandoku Concert 〜Megami wa Kawaii Dake Janai〜 (AKB48チームB単独コンサート〜女神は可愛いだけじゃない〜) | 13/1/2019                                                              | Tokyo Dome City Hall, Tokyo | Tokyo Dome City Hall, Tokyo | Buổi concert của Team B |
| AKB48 Team 4 Tandoku Concert 〜Tomodachi ga Dekita〜 (AKB48チーム4単独コンサート〜友達ができた〜) | 13/1/2019                                                              | Tokyo Dome City Hall, Tokyo | Tokyo Dome City Hall, Tokyo | Buổi concert của Team 4 |
| AKB48 Team 8 Cuties Concert 〜We are!! Cuties!〜 (AKB48チーム8 Cutiesコンサート〜We are!! Cuties!〜) | 14/1/2019                                                              | Tokyo Dome City Hall, Tokyo | Tokyo Dome City Hall, Tokyo | Buổi concert của Team 8 |
| AKB48 Team 8 Foxies Concert 〜The Only One!! Foxies!〜 (AKB48チーム8 Foxiesコンサート〜The Only One!! Foxies!〜) | 14/1/2019                                                              | Tokyo Dome City Hall, Tokyo | Tokyo Dome City Hall, Tokyo | Buổi concert của Team 8 |
| AKB48 Team 8 Everybody Concert 〜Come On!! Everybody!〜 (AKB48チーム8 Everybodyコンサート〜Come On!! Everybody！〜) | 14/1/2019                                                              | Tokyo Dome City Hall, Tokyo | Tokyo Dome City Hall, Tokyo | Buổi concert của Team 8 |
| Murayama Yuiri Solo Concert 〜Watashi wa Watashi no Michi wo yuku〜 (村山彩希ソロコンサート〜私は私の道を行く〜) | 15/1/2019                                                              | | | Do Murayama Yuiri thực hiện |
| Yahagi Moeka Solo Concert 〜Minna Matomete Suchi ni Sasechau zo ♡〜 (矢作萌夏ソロコンサート〜みんなまとめてすちにさせちゃうぞ♡〜) | 16/1/2019                                                              | | | Do Yahagi Moeka thực hiện |
| Okabe Rin Solo Concert 〜Moshimo~shi! Rinrin Oshi Desho!?〜 (岡部麟ソロコンサート〜もしも〜し！りんりん推しでしょ!?〜) | 17/1/2019                                                              | | | Do Okabe Rin thực hiện |
| AKB48 Group Request Hour Setlist Best 100 2019 (AKB48グループリクエストアワー セットリストベスト100 2019) | 18-19/1/2019                                                           | | | Fan bình chọn cho các bài hát gốc (original song) của AKB48/SKE48/NMB48/HKT48/NGT48 mà họ yêu thích. |
| AKB48 Group Spring Festival in Yokohama Stadium (AKB48グループ 春のLIVEフェス in 横浜スタジアム) | 27/4/2019                                                              | Yokohama Stadium, Yokohama | Yokohama Stadium, Yokohama | SKE48, NMB48, HKT48, NGT48 và STU48 cùng tham gia. cũng là lễ tốt nghiệp của Kojima Mako. |
| AKB48 Zenkoku Tour 2019 (AKB48全国ツアー2019) | 7/7-10/12/2019                                                         | Tour diễn toàn quốc | Tour diễn toàn quốc | Tour diễn toàn quốc |
| Tokyo Idol Festival 2019 | 2-4/8/2019                                                             | Odaiba Aomi Peripheral Area, Odaiba, Tokyo                                                                                               | Odaiba Aomi Peripheral Area, Odaiba, Tokyo                                                                                               | Biểu diễn cùng SKE48, NMB48, HKT48, NGT48, STU48, BNK48, Hinatazaka46, Yoshimotozaka46, Nogizaka46 |
| AKB48 Group Request Hour Setlist Best 50 2020 (AKB48グループリクエストアワー セットリストベスト50 2020) | 19-20/1/2020                                                           | Tokyo Dome City Hall, Tokyo | Tokyo Dome City Hall, Tokyo | Fan bình chọn cho các bài hát gốc (original song) của AKB48/SKE48/NMB48/HKT48/NGT48 mà họ yêu thích. |
| AKB48 Tandoku Concert 2020 (AKB48単独コンサート) | 21/1/2020                                                              | Tokyo Dome City Hall, Tokyo | Tokyo Dome City Hall, Tokyo | |
| Yuunaa Tandoku Concert 〜Kakegae no Nai Jikan〜 (ゆうなぁ単独コンサート〜かけがえのない時間〜) | 22/1/2020                                                              | Tokyo Dome City Hall, Tokyo | Tokyo Dome City Hall, Tokyo | Buổi concert do Murayama Yuiri và Okada Nana thực hiện |
| AKB48 Kubo Satone Solo Concert 〜Wataame Rando e Yokoso〜 (AKB48久保怜音ソロコンサート～わたあめランドへようこそ～) | 26/1/2020                                                              | Tokyo Dome City Hall, Tokyo | Tokyo Dome City Hall, Tokyo | Do Kubo Satone thực hiện |
| AKB48 Yamauchi Mizuki Solo Concert 〜"MY" Revolution〜 (AKB48山内瑞葵ソロコンサート〜"MY" Revolution〜) | 26/1/2020                                                              | Tokyo Dome City Hall, Tokyo | Tokyo Dome City Hall, Tokyo | Do Yamauchi Mizuki thực hiện |
| AKB48 Oguri Yui Solo Concert 〜YUIYUI TOKYO〜 (AKB48小栗有以ソロコンサート〜YUIYUI TOKYO〜) | 26/1/2020                                                              | Tokyo Dome City Hall, Tokyo | Tokyo Dome City Hall, Tokyo | Do Oguri Yui thực hiện |
| 2020 AKB48 shin Unit Live Matsuri Kaisai Kettei no Oshirase (2020 AKB48新ユニットライブ祭り開催決定のお知らせ) | 22/2/2020                                                              | Shibuya Stream Hall, Tokyo | Shibuya Stream Hall, Tokyo | Buổi concert của các nhóm nhỏ thuộc AKB48 |
| Tokyo Idol Festival 2020 | 2-4/10/2020                                                            | Odaiba Aomi Peripheral Area, Odaiba, Tokyo                                                                                               | Odaiba Aomi Peripheral Area, Odaiba, Tokyo                                                                                               | Biểu diễn cùng SKE48, NMB48, HKT48, NGT48, STU48, Hinatazaka46, Nogizaka46, Iz*One |
| AKB48 Ouchi de Member Request Hour 2021 (AKB48おうちでメンバーリクエストアワー) | 22-24/1/2021                                                           | Tổ chức trực tuyến do đại dịch COVID-19                                                                                                  | Tổ chức trực tuyến do đại dịch COVID-19                                                                                                  | Các thành viên thực hiện tại nhà và phát trực tiếp miễn phí trên 17Live |
| AKB48 Team 8 Zenkoku Tour ~47 no Suteki na Machi e~ | 1-23/5/2021                                                            | - Kumamoto-jo Hall, Kumamoto - Hitachi City Hall, Ibaraki - PIA Arena MM, Yokohama                                                       | - Kumamoto-jo Hall, Kumamoto - Hitachi City Hall, Ibaraki - PIA Arena MM, Yokohama                                                       | Tour diễn toàn quốc |
| Minegishi Minami Graduation Concert ~Sakura no Sakanai Haru wa Nai~ (峯岸みなみ卒業コンサート〜桜の咲かない春はない〜) | 22/5/2021                                                              | PIA Arena MM, Yokohama | PIA Arena MM, Yokohama | Buổi biểu diễn tốt nghiệp của Minegishi Minami |
| AKB48 Tandoku Concert 2021 〜Suki Naraba, Suki da to Iou~ (AKB48単独コンサート 〜好きならば好きだと言おう〜) | 23/5/2021                                                              | PIA Arena MM, Yokohama | PIA Arena MM, Yokohama | |
| AKB48 THE AUDISHOW | 10-13/6/2021                                                           | Tokyo Dome City Hall, Tokyo | Tokyo Dome City Hall, Tokyo | |
| Maken Gumi Fes 2021 (まけんグミフェス 2021) | 20/6/2021                                                              | Tokyo Dome City Hall, Tokyo | Tokyo Dome City Hall, Tokyo | |
| AKB48 Group Asia Festival 2021 ONLINE | 27/6/2021                                                              | Tokyo Dome City Hall, Tokyo | Tokyo Dome City Hall, Tokyo | 16 thành viên Chiba Erii, Nishikawa Rei, Kato Rena (Team A), Kubo Satone, Muto Tomu (Team K), Omori Maho, Taniguchi Megu (Team B), Okada Nana, Murayama Yuiri, Yamauchi Mizuki (Team 4), Okabe Rin, Oguri Yui, Gyoten Yurina, Shitao Miu, Suzuki Yuka, Honda Hitomi (Team 8) tham dự sự kiện . |
| MX Natsu Matsuri AKB48 2021 Saigo no Summer Party | 12/9/2021                                                              | Hibiya Open Air Concert Hall, Tokyo | Hibiya Open Air Concert Hall, Tokyo | Yokoyama Yui thông báo tốt nghiệp |
| Tokyo Idol Festival 2021 | 1-3/10/2021                                                            | Odaiba Aomi Peripheral Area, Odaiba, Tokyo                                                                                               | Odaiba Aomi Peripheral Area, Odaiba, Tokyo                                                                                               | Biểu diễn cùng các nhóm chị em thuộc AKB48 |
| Kashiwagi yuki `netemosametemo yuki rin wārudo ~ madamada muchū ni sa se chau zo ~tsu~' (柏木由紀「寝ても覚めてもゆきりんワールド～まだまだ夢中にさせちゃうぞっ～」) | 26/11/2021                                                             | Pacific Convention Plaza Yokohama | Pacific Convention Plaza Yokohama | Do Kashiwagi Yuki thực hiện |
| Kashiwagi yuki `netemosametemo yuki rin wārudo ~ korekara mo muchū ni sa se chau zo ~tsu~' (柏木由紀「寝ても覚めてもゆきりんワールド～これからも夢中にさせちゃうぞっ～) | 29/11/2021                                                             | Kanagawa Kenmin Hall | Kanagawa Kenmin Hall | Do Kashiwagi Yuki thực hiện |
| Eight No Hi 2022 Spring Concert | 12-13/1/2022                                                           | Pacifico Yokohama National Convention Hall                                                                                               | Pacifico Yokohama National Convention Hall                                                                                               | Team 8 thực hiện |
| AKB48 Shinshun Concert Gen Team Last Concert | 5/2/2022                                                               | Tokyo Garden Theatre | Tokyo Garden Theatre | Concert cuối cùng dành cho hệ thống Team hiện tại |
| AKB48 Shinshun Concert AKB48 Coupling Request Hour Setlist Best 30 2022 | 6/2/2022                                                               | Tokyo Garden Theatre | Tokyo Garden Theatre | |
| AKB48 Shinshun Concert Shin Team Concert | 6/2/2022                                                               | Tokyo Garden Theatre | Tokyo Garden Theatre | Concert dành cho Team mới |
| Tokyo Idol Festival 2022 | 7-9/8/2022                                                             | Odaiba và Aomi | Odaiba và Aomi | Toàn bộ nhóm thuộc 48G tại Nhật Bản tham gia |
| Kanda Myojin Shrine Summer Festival | 12-14/8/2022                                                           | Kanda Myojin Shrine | Kanda Myojin Shrine | |
| AKB48 Spring Concert | 29/4/2023                                                              | PIA Arena MM, Yokohama | PIA Arena MM, Yokohama | |
| AKB48 Gen Team Final Concert | 4-6/8/2023                                                             | KT Zepp Yokohama | KT Zepp Yokohama | |
| Tokyo Idol Festival 2023 | 4-6/8/2023                                                             | Odaiba và Aomi | Odaiba và Aomi | |

## Nước ngoài
| Tên | Thời gian     | Địa điểm                                                                    | Quốc gia                                                                    | Chú thích |
| Japan Expo Paris                                                                                             | 2/7/2009      | Parc des Expositions de Villepinte                                          | Paris, Pháp                                                                 | Team A là khách mời danh dự |
| AKB48 in Webster Hall                                                                                        | 27/9/2009     | Webster Hall                                                                | New York, Mỹ                                                                | Ra mắt tại Mỹ |
| Asia Song Festival                                                                                           | 23/10/2010    | Sân vận động Olympic Seoul                                                  | Seoul, Hàn Quốc                                                             | Do Quỹ Trao đổi Văn hóa Quốc tế Hàn Quốc tổ chức, nhóm đại diện cho Nhật Bản tham dự |
| Japan Pop-Culture Festival 2010 Moscow                                                                       | 20/11/2010    | Moscow, Nga                                                                 | Moscow, Nga                                                                 | |
| AKB48 in Singapore Meet The Fans Session                                                                     | 12/12/2010    | Singapore                                                                   | Singapore                                                                   | |
| Shanghai Japan Week                                                                                          | 24/9/2011     | Thượng Hải, Trung Quốc                                                      | Thượng Hải, Trung Quốc                                                      | Sự kiện được tổ chức để cảm ơn sự viện trợ của Trung Quốc sau trận động đất và sóng thần ngày 11/3. |
| Đại nhạc hội Việt - Nhật lần thứ 2                                                                           | 9/10/2011     | Nhà hát Lớn Hà Nội                                                          | Hà Nội, Việt Nam                                                            | Biểu diễn cùng AAA, Exile, Winds, ca sĩ Koda Kumi với các nghệ sĩ Việt Nam |
| Jakarta Japan Pop Culture Festival 2012                                                                      | 25/2/2012     | Kartika Expo, Balai Kartini                                                 | Jakarta, Indonesia                                                          | Biểu diễn cùng JKT48 |
| Japan Pop Culture Concert 2012 in Washington D.C. Celebrating 100th anniversary of Cherry Blossom with AKB48 | 1/4/2012      | Lincoln Theater.                                                            | Washington, Mỹ                                                              | Biểu diễn nhân kỷ niệm 100 năm Nhật Bản trao tặng hoa Anh đào ở Washington |
| AKB48 x JKT48 Concert "Bergandengan Tangan Bersama Kakak"                                                    | 20/2/2015     | Kota Kasablanka                                                             | Jakarta, Indonesia                                                          | Biểu diễn cùng JKT48 |
| AKB48 in New York for Japan Day 2015                                                                         | 10/5/2015     | Công viên Trung tâm                                                         | New York, Mỹ                                                                | |
| AKB48 Team 8 in Manila for Cool Japan Festival 2015                                                          | 7-8/11/2015   | Manila, Philippines                                                         | Manila, Philippines                                                         | Team 8 biểu diễn |
| JAPAN EXPO THAILAND 2017                                                                                     | 10-12/2/2017  | Central World                                                               | Bangkok, Thái Lan                                                           | Ra mắt thế hệ đầu tiên BNK48, 6 thành viên Okada Nana, Kawamoto Saeya, Izuta Rina, Taniguchi Megu, Takita Kayoko và Iino Miyabi biểu diễn cùng nhóm |
| Viral Fest Asia 2017                                                                                         | 2-3/6/2017    | Oasis Arena, Show DC Bangkok                                                | Bangkok, Thái Lan                                                           | 6 thành viên Shimizu Maria, Takahashi Ayane, Yoshikawa Nanase, Sato Akari, Mougi Kasumi và Gyoten Yurina biểu diễn 3 bài hát Heavy Rotation, Aitakatta, Koisuru Fortune Cookie cùng BNK48 |
| JAPAN EXPO THAILAND 2018                                                                                     | 26-28/1/2018  | Central World                                                               | Bangkok, Thái Lan                                                           | 6 thành viên Yokoyama Yui, Mukaichi Mion, Okabe Rin, Oguri Yui, Takahashi Juri, Kuranoo Narumi biểu diễn |
| AKB48 Team 8 in Los Angeles for Japan Kawaii Live at the Anime Expo 2018                                     | 7/7/2018      | Los Angeles, Mỹ                                                             | Los Angeles, Mỹ                                                             | 6 thành viên Team 8 Tanikawa Hijiri, Sato Akari, Yoshikawa Nanase, Hidaritomo Ayaka, Hattori Yuna và Gyoten Yurina biểu diễn |
| Jak Japan Matsuri 2018                                                                                       | 9/9/2018      | Plaza Tenggara Senayan                                                      | Jakarta, Indonesia                                                          | Biểu diễn cùng JKT48, nhân kỷ niệm 60 năm quan hệ ngoại giao Nhật Bản- Indonesia |
| Kizuna Ekiden 2018                                                                                           | 18/11/2018    | Hà Nội, Việt Nam                                                            | Hà Nội, Việt Nam                                                            | 6 thành viên Yokoyama Yui, Shimizu Maria, Oda Erina, Hama Sayuna, Shitao Miu và Gyoten Yurina từ Team 8 biểu diễn cùng SGO48 |
| MAYA Music Festival 2018                                                                                     | 9/12/2018     | Oasis Arena, Show DC Bangkok                                                | Bangkok, Thái Lan                                                           | Lễ hội âm nhạc MAYA |
| JAPAN EXPO THAILAND 2019                                                                                     | 25-27/1/2019  | Central World                                                               | Bangkok, Thái Lan                                                           | 10 thành viên Yokoyama Yui, Mukaichi Mion, Kubo Satone, Takahashi Juri, Taniguchi Megu, Okada Nana, Kuranoo Narumi, Shitao Miu, Oguri Yui, Rin Okabe tham gia |
| AKB48 Group Asia Festival 2019 in Bangkok                                                                    | 27/1/2019     | IMPACT Arena, Muang Thong Thani                                             | Bangkok, Thái Lan                                                           | 10 thành viên Mukaichi Mion, Yokoyama Yui (Team A), Kubo Satone, Takahashi Juri, Taniguchi Megu (Team B), Okada Nana (Team 4), Okabe Rin, Oguri Yui, Kuranoo Narumi, Shitao Miu (Team 8) biểu diễn cùng các nhóm chị em BNK48 (chủ nhà), JKT48, MNL48, AKB48 Team SH, AKB48 Team TP và SGO48. |
| Japan Expo Malaysia 2019                                                                                     | 27/7/2019     | Pavilion KL                                                                 | Kuala Lumpur, Malaysia                                                      | 6 thành viên Okada Nana, Mukaichi Mion, Okabe Rin, Taniguchi Megu, Oguri Yui và Sakaguchi Nagisa biểu diễn |
| AKB48 Group Asia Festival 2019 in Shanghai                                                                   | 24/8/2019     | Trung tâm Hội nghị và Triển lãm Quốc gia                                    | Thượng Hải, Trung Quốc                                                      | 8 thành viên Mukaichi Mion, Yokoyama Yui (Team A), Muto Tomu (Team K), Kashiwagi Yuki, Taniguchi Megu (Team B), Okada Nana (Team 4), Oguri Yui, Kuranoo Narumi (Team 8) biểu diễn cùng AKB48 Team SH (chủ nhà) và các nhóm chị em thuộc AKB48 Group.                                          |
| AKB48 in Taipei 2019 ～Are You Ready For It?～                                                               | 19/10/2019    | Nhà thi đấu Đài Bắc                                                         | Đài Bắc, Đài Loan                                                           | AKB48 biểu diễn cùng chủ nhà AKB48 Team TP và Izurina (CGM48) |
| Kizuna Ekiden 2019                                                                                           | 16/11/2019    | Hà Nội, Việt Nam                                                            | Hà Nội, Việt Nam                                                            | 6 thành viên Erina Oda, Yuna Hattori, Maria Shimizu, Haruna Hashimoto, Serika Nagano và Hinako Okuhara biểu diễn cùng Kaycee +Trúc Phạm từ SGO48 |
| JAPAN EXPO THAILAND 2020                                                                                     | 31/1-2/2/2020 | Central World                                                               | Bangkok, Thái Lan                                                           | 6 thành viên Muto Tomu, Mukaichi Mion, Shitao Miu, Onishi Momoka, Kuranoo Narumi và Yokoyama Yui biểu diễn |
| ONE LOVE ASIA                                                                                                | 27/5/2020     | Tổ chức trực tuyến do đại dịch COVID-19, phát sóng trên Youtube, WebTV ASIA | Tổ chức trực tuyến do đại dịch COVID-19, phát sóng trên Youtube, WebTV ASIA | 5 thành viên Omori Maho, Oguri Yui, Shitao Miu, Chiba Erii, Yamauchi Mizuki biểu diễn cùng các nhóm chị em thuộc AKB48 và các nghệ sỹ khác tại Châu Á |
| Asia Song Festival 2020                                                                                      | 10/10/2020    | Gyeongju, Hàn Quốc (Tổ chức trực tuyến do đại dịch COVID-19)                | Gyeongju, Hàn Quốc (Tổ chức trực tuyến do đại dịch COVID-19)                | 16 thành viên Iriyama Anna, Kato Rena, Erii Chiba, Nishikawa Rei, Mukaichi Mion, Yokoyama Yui, Minegishi Minami, Muto Tomu, Asai Nanami, Okada Nana, Murayama Yuiri, Yamauchi Mizuki, Okabe Rin, Oguri Yui, Oda Erina, Shitao Miu biểu diễn                                                   |
| Asia Song Festival 2021                                                                                      | 5-9/10/2021   | Gyeongju, Hàn Quốc (Tổ chức trực tuyến do đại dịch COVID-19)                | Gyeongju, Hàn Quốc (Tổ chức trực tuyến do đại dịch COVID-19)                | Nhóm nhỏ Nona Diamonds biểu diễn |
| Japan Expo Thailand 2023                                                                                     | 3-5/2/2023    | Central World                                                               | Bangkok, Thái Lan                                                           | |
| AKB48 Group Circle Jam                                                                                       | 4/2/2023      | Central World                                                               | Bangkok, Thái Lan                                                           | AKB48 biểu diễn cùng chủ nhà BNK48 & CGM48 |